# The Romance of Tiger and Rose
 (juin 2020).
 (juillet 2020).
La Romance du Tigre et de la Rose (en chinois : 传闻中的陈芊芊 ; pinyin : Chuánwén zhōng de chén qiānqiān) est une série Web chinoise parue en 2020, avec Zhao Lusi et Ding Yuxi dans les rôles principaux, qui raconte l'histoire d'une jeune scénariste devant survivre après avoir été piégée dans son propre scénario, avec son personnage censé mourir tôt dans l'histoire. La série est diffusée sur Tencent Video à partir du 18 mai 2020. 
La série est devenue un succès sur les réseaux sociaux, son hashtag recueillant plus de 3 milliards de visites sur Weibo. Le 2 juin, la série avait reçu plus de 897 millions de vues sur Tencent Video.

## Résumé
La scénariste Xiao Qian célibataire depuis toujours, a travaillé dur pour écrire un scénario sur le thème de l'époque ancienne. Son scénario décrit l'histoire d'un futur empereur, Han Shuo qui est marié avec la fille la plus âgée de l’impératrice de la ville voisine. L'impératrice vit à Hua Yuan Chen où l'on considère les femmes supérieures aux hommes tandis qu’à Xuan Hu Chen, la ville où vient Han Shuo, les hommes sont considérés supérieurs aux femmes. Ce mariage pouvait servir à calmer le conflit entre les deux villes qui est dû à la différence de mentalité entre les deux villes. Mais le but de Han Shuo est de voler un objet précieux de la ville Hua Yuan Chen pour guérir sa maladie qui lui causerait la mort à l'âge de 18 ans, puis d’attaquer Hua Yuan Chen lors d’une fête. Han Shuo trahirait Chen Chu Chu qui avait développé des sentiments amoureux pour lui, tuerait l’une des filles à l’impératrice qui voulait épouser Han Shuo et attaquerait la ville Hua Yuan Chen.
L’acteur Han n'est pas d’accord sur la relation d’amour entre Han Shuo et Chen Chu Chu et dit à Xiao Qian que elle ne peut pas réussir à écrire un scénario d’amour car elle n’a jamais eu de relation amoureuse, elle ne sait pas qu’elle sont les différents sensation de l’amour. XiaoQian mécontent des avis négatifs qu’elle a reçus décide d’améliorer son scénario. Un soir lorsqu’elle avait bientôt terminé son scénario elle décide de s’accorder un petit temps de sommeil. Mais un accident arrive, elle est bloquée dans le scénario, dans le rôle de l’une des filles de l’impératrice, Chen Qian Qian, qui serait tuée par Han Shuo le jour de leur mariage. Pour pouvoir survivre, elle devra modifier le cours de l’histoire. Elle mettra en place toute sorte de stratégie pour éviter les pièges de Han Shuo tout en essayant de remettre la relation entre Han Shuo et Chen Chu Chu afin de faire continuer l’histoire jusqu’à la fin qui pourrait peut-être amener Chen Qian Qian dans son monde à elle.
Petit à petit, Han Shuo remarquera qu'elle est différente du genre de personne que le peuple décrit, il sera attiré par cette jeune fille bizarre et développera des sentiments d’amour envers elle. Mais cette amour aurait rencontré des difficultés notamment par l’amour non réciproque de Chen Qian Qian,  Pei Heng qui devait être le fiancé de Chen Qian Qian essaie de la reconquérir et Chen Chu Chu essaie de reprendre Han Shuo car elle est devenue amoureuse de lui.

## Distribution
Acteurs principaux
- Zhao Lusi : Chen Xiaoqian 陈小千 / Chen Qianqian 陈芊芊, scénariste / troisième princesse de la ville de Huayuan
- Dang Yixin : Qianqian enfant
- Ding Yuxi : Han Shuo 韓爍, prince héritier de la ville de Xuanhu
- Sheng Yinghao : Pei Heng 裴恒, ministre de la défense
- Zhou Zixin : Chen Chuchu 陈楚楚, deuxième princesse de la ville de Huayuan
- Shentu Hanqian : Chuchu enfant

Rôles secondaires
- Quan Peilun : Su Mu, musicien / courtisan
- Xiao Wei : Lin Qi, jeune maîtresse de la mine et du bordel dans la ville de Huayuan
- Chen Minghao : Su Ziying
- Zhao Xin : Chen Yuanyuan
- Hu Caihong : dirigeante de la ville de Huaheng
- Wu Yijia : Zi Rui, le serviteur de Chen Qianqian
- Liu Shuyuan : Baiji, le serviteur de Han Shuo
- Pan Luyu : Zi Nian
- Li Ang : Sang Qi
- Zhang Bofan : Zi Zhu
- Han Zhigang : gouvernante du manoir Lin
- Jin Yanqing : subordonné de Pei Heng
- Liu Xin : conteur
- Xue Yilun : conteur
- Wang Ming : conteur
- Guo Jiayi : ministre Hang, espion de la ville de Xuanhu
- Zhang Haocheng : dirigeant de la ville de Xuanhu
- Zhang Tingting : maîtresse de la ville de Xuanhu
- Ge Hao : envoyé Xuanhu
- Shen Chi : Meng Guo
- Ji Shan : ministre Liu
- Zhang Haoge : Zhang Yide
- Zhang Minghe : ministre Han
- Ning Xianzhou : agent
- Fu Qiang : général Li
- Fu Jingying : Miss Li
- Qiu Xiao : Miss Wang
- Shi Yan : officier de cérémonie
- Deng Ziyu : examinateur
- Zheng Yunjie : juge

## Production et sortie
L'émission a été tournée entre août et octobre 2019 aux Hengdian World Studios. La première affiche et bande-annonce a été publiée le 29 avril 2020 et a été annoncée le 11 mai de sa diffusion exclusive sur Tencent Video.